# 伊藤えみ
伊藤 えみ（いとう えみ、1983年10月19日 - ）は、日本の女優、タレント、グラビアアイドル、生け花講師。株式会社ブレイクアレッグ所属。三重県出身。

## 来歴
高校時代をアメリカ西海岸のシアトルで過ごす。ホームステイをしながら現地の高校に通い、卒業。
上智大学文学部英文学科卒業（2007年3月）。大学在学中に芸能界デビュー。『週刊ヤングジャンプ』をはじめとする数々の漫画誌や週刊誌の表紙を繰り返し飾りグラビアDVDも30作リリースしているが、活動内容は俳優・声優・番組MC・リポーター・ラジオパーソナリティ等、多岐に渡る。
2024年1月15日、自身のX（旧Twitter）で一般男性と結婚したことを発表した。

## 人物
- 生け花は小学校三年から習い始め、池坊の准教授三級華匡を早期に取得した腕前。2025年、あらためて華道に力を入れていきたいとして、池坊准教授二級華監に昇格するとともに門標（看板）も取得し、池坊華道の指導資格を取得した。
- 特技は英会話と生け花。
- 2020年、日本ラーメン協会の「日本ラーメン検定」中級に100点満点中96点の好成績で合格し[5]、関東・関西・九州のラーメンマスターに認定[3]。
- 日本漢字能力検定の2級合格者[3]。
- 温泉ソムリエアンバサダー、スクーバダイビング Cカードなども取得している。
- 自他共に認める程のラーメンとカレー好き。
- 文才を生かして雑誌のコラム連載も多数務めている。
- 自身の作詞作曲するバンドGRILLED FISH LUNCHでボーカルとベースを担当している[6]。
- 自身がデザイン・製作したプリザーブドフラワー＆アートフラワーのwebショップ「flowemir（フローエミール）」も展開している[7][8]。

## ファンクラブ
2024年2月1日、　オフィシャルファンクラブ “Emi”day,“Emi”place” を設立した。
この名称には、ファンと「どんな日も、どこにいても」 繋がっていられますように！との願いが込められている。　
このファンクラブは、生配信やグループチャットなどを通じて、他のSNSにはない、プライベート感満載の姿が見られるのが特色となっている。

## 出演

### テレビ番組
- お父さんのためのショビズ講座 - （BS-i、2004年4月）
- アイドルの星 - （エンタ!371）
- デジ屋台 - （TBS、2004年12月）
- 鈴木タイムラー - （テレビ朝日、2005年2月）
- グラビアの美少女 - （MONDO21、2005年12月2日 - ）
- 宇宙一せまい授業! - （あっ!とおどろく放送局）
- 矢部美穂のオンナの蜜談（MONDO21、2006年8月 - 2007年3月）
- 全力坂 - （テレビ朝日、2006年11月）
- FJ CAMPUS - （フジテレビ、2006年8月 - 2007年3月）
- テスト・ザ・ネイション - （テレビ朝日、2007年2月）
- ラジかるッ - （日本テレビ、2007年3月＆5月）
- ザ・NIPPON検定 - （フジテレビ、2007年6月）
- 愛しの仕事さま。 - （BS-i、2007年10月）
- アニちゃんねる！伊藤えみのドキドキ研究所 - （TBSチャンネル、2008年4月6日 - 9月30日）
- 加藤夏希のトレンドアイズ - （BS日テレ、2008年4月9日 - 2009年3月31日）
- SS501 Back to SEOUL'08 - （TBSチャンネル、2008年5月6日）
- Beach Angels 伊藤えみinモートン島 - （TBSチャンネル、2008年6月1日）
- 発見!シアトルの夏 - （サンテレビ、2008年8月24日）
- ランク王国 - （TBS、2008年4月10日、10月18日）
- クイズ!紳助くん - （朝日放送、2008年12月15日）
- サクラサク - （TBS、2009年3月8日）
- 魅せます!シアトル - （BSジャパン、2009年7月26日）
- チビリ立ち呑みの旅 - （TwellV）
- Emi HULA 伊藤えみのDVDインフォメーションWITH HULA - （TBS、2009年8月3日 - 2010年1月4日）
- ツボ娘 - （TBS、2010年9月）
- 今ちゃんの「実は…」 - （朝日放送、2011年2月）
- 資格☆はばたく - （NHK、2011年7月）
- ラーメンWarker TV 2 - （フジテレビONE、2012年4月 - ）

### テレビドラマ
- トキオ - （2004年9月、NHK）
- 鬼嫁日記 いい湯だな（2007年5月、関西テレビ）
- 仮面ライダーフォーゼ（2011年12月、テレビ朝日） - えみ先生 役
- 悪夢のドライブ（2012年5月、BS朝日） - 伊藤えみ（TVリポーター）役
- 八重の桜（2013年12月、NHK） - 女学生 役

### ネット番組
- 美人坂（2010年7月2日 - 8月6日、JNC） - エミ役
- ボートレース平和島こんせいそんのスタジオ生放送!（ニコニコ生放送・YouTube Live・平和島競艇場公式チャンネル） - 不定期出演

### CM・広告
- 富士通GPS携帯
- エースコンタクトイメージキャラクター
- トヨタカローラ店キャンペーン
- シーパスイメージガール
- 東京甲子社コロスキン
- yahoo公金支払いWEBCM

### 映画
- やりすぎコンパニオンとアタシ物語 - （監督：山本清史、2011年9月24日公開） - 六本木美奈子 役
- メサイア - （監督：金子修介、2011年10月公開） - アナウンサー 役
- ド・ノーマル - （監督：内田英治、2011年10月公開） - つばさ 役
- キラーモーテル killer motel - （監督：小川和也、2012年7月公開）主演  - アリサ 役
- Ring a Bell - （監督：岡元雄作、2013年12月公開）主演  - 日和 役

### 舞台
- PROJECT BUNGAKU 太宰治「ヴィヨンの妻」主演 - （2010年9月）
- BREAK A LEGプロデュース公演「図々しいZOO」主演 - （2012年4月）
- 劇団男魂 第12回本公演「バカデカ」ヒロイン役 - （2012年8月）
- BREAK A LEGプロデュース公演「衝撃ジョー！！！」主演 - （2013年2月）
- 幸野ソロ 第5ソロ「Hello Wedding」主演 - （2013年11月）
- 幸野ソロ 第6ソロ「ブラックジャックによろしく〜ベビーER編〜」ヒロイン役 - （2013年12月）
- 合同会社シザーブリッツ公演「ニュー・シネマ・パラダイちゅ」ヒロイン役 - （2014年8月）
- 合同会社シザーブリッツ公演「男・オブ・スティール」ヒロイン“倉木みちる”役 - （2014年12月）
- ワイアールジャパン＆ヒエロマネジメントPRESENTS「The CALVARY-義賊・五右衛門異伝-」ヒロイン“細川珠”役 - （2015年7月）
- 合同会社シザーブリッツ公演「MEIDO IN HEAVEN」“田中冴子”役 - （2015年9月）
- 合同会社シザーブリッツ公演「帰ってきたアンチョビー」主演　“安藤安子”役 - （2015年12月）
- MAIL STONE VOL 2「KIZUNA」“中井麻里奈”役 - （2016年2月）※1日限定特別ゲスト出演
- 演劇企画ハッピー圏外 15周年特別企画 特別記念番外公演「ニコニコさんが泣いた日」ヒロイン “泉ミツ”役 - （2016年4月）
- 舞台「キャプテンハーロック〜次元航海〜」ヒロイン “波野静”役 - （2016年6月、2017年1月）
- X（エックス）カンパニープロデュース第二回公演「花からの手紙」主演 “下枝早苗”役 - （2016年6月、7月）
- 劇団ケ・セラ・セラ第2回公演「No Home Rhapsody～ノーホームラプソディ～」 “早見美保”役 - （2016年9月）
- 進戯団夢命クラシックス×07th Expansion vol.2「ROSE GUNS DAYS-season1-」“アマンダ・雨宮”役 - （2016年9月）
- 舞台「グリニッジの天秤」ヒロイン “アイリーン”役 -（2016年10月）
- 舞台「虚ろの姫と害獣の森」“ダイダラ”役 - （2016年11月）
- 朝劇 西新宿「恋の遠心力」（2016年12月）
- dopeⒶdope side step.3 舞台「レフトオーバーズ　LEFTOVERS」（2017年4月）
- 演劇企画ハッピー圏外 第28回公演 第29回池袋演劇祭参加作品「ニコニコさんが泣いた日」ヒロイン “泉ミツ”役 -（2017年9月）
- dopeⒶdope side step.4【Mr. BONANZA-ミスターボナンザ-】“藤原祐里”役 - （2017年11月）
- 朝劇 西新宿「愛の回転式」（2017年11月）
- THREETREE presents『「冬町ミステリーサークル」～神居多町奇譚～』主演 -（2018年2月）
- ピウス企画「WHEREABOUTS」（2018年3月、4月）
- チャピロック企画「空飛ぶコーポレーション」ヒロイン“ハチドリ”役 - （2018年4月）
- Theater Viking「三代目湯乃介」（2018年8月）
- ピウス企画「ペインコレクター」“楢葉久美子”役- (2018年10月)
- dopeⒶdope「スーパーノバ」 (2018年11月)
- IKKAN creative works「Beautiful Runner」ヒロイン役- (2019年1月)
- ピウス企画「女王の戦略」（2019年3月）
- チャピロック「空飛ぶコーポレーション」ヒロイン“ハチドリ”役 - （2019年4月）
- グリーンメディア「トニー、もう我慢できない」（2019年7月）
- ピウス企画「ヒューマンエラー」（2019年8月）
- 演劇集団イヌッコロ「いさめ！池田屋シアター」ヒロイン役（2019年8月）
- THREETREE presents『秋町トワイライト』主演 -（2019年11月）
- カラスカ『真夏の太陽』ヒロイン役 -（2020年8月）
- Cooch特別公演『ダブダブダブ』-（2020年10月）
- カラスカ『お嬢の微妙な冒険』 -（2022年6月）
- BOOT 『ホログラフィック・ウィズ・ユー・2023』 ヒロイン“冨永淳子”役  - (2023年1月)
- STELLA WORKS 『レアハウス』 主演 “祭 麻也子” 役 - (2024年6月)
- BOOT 『逆流家族2025』 主演“大島涼子”役 - (2025年2月)

### 声優(CV)

#### テレビアニメ
- ジビエート（2020年7月 - ） - 船田ユリカ 役[9]

#### 公式キャラクター
- ボートレース平和島 モータークイーン  (2020年8月 - )  - 大森とあ役

#### ゲーム
- 「アッシュアームズー灰燼戦線ー」(2023年4月 - )  - T-60-Z役

### 書籍

#### 写真集
- フェミニン（2008年11月、竹書房、撮影：西條彰仁）ISBN 978-4-8124-3669-1
- e mi ru ma（2020年2月27日、ワニブックス、撮影：佐藤裕之）ISBN 978-4-8470-8263-4

#### 雑誌
- 週刊ヤングジャンプ - （集英社）
- 週刊プレイボーイ - （集英社）
- 週刊ポスト - （小学館）
- 週刊ヤングサンデー - （小学館）
- sabra - （小学館）
- 週刊ヤングマガジン - （講談社）
- フライデー - （講談社）
- 週刊大衆 - （双葉社）
- EX大衆 - （双葉社）
- SPA! - （扶桑社）
- 週刊実話 - （日本ジャーナル出版）
- 週刊パーゴルフ - （学習研究社）
- BOMB - （学習研究社）
- 特冊新鮮組 - （竹書房）
- 特冊新鮮組DX - （竹書房）
- EX MAX - （ぶんか社）
- EX MAX スペシャル - （ぶんか社）
- g-girl - （角川書店）
- スコラ - （スコラマガジン）
- 週刊アスキー - （アスキー）
- iしてケータイサイトの歩き方
- seiso - （ワニマガジン社）
- HIP&LIP - （ワニマガジン社）
- CHUッスペシャル - （ワニマガジン社）
- ボンバー - （KKベストセラーズ）
- GRAPHY - （KKベストセラーズ）
- CIRCUS - （KKベストセラーズ）
- ザ ベストマガジン - （KKベストセラーズ）
- ザ ベストマガジンスペシャル - （KKベストセラーズ）
- 月刊オンドット - （KKベストセラーズ）
- FLASH - （光文社）
- FLASH EX - （光文社）
- カメラマン - （モーターマガジン社）
- ドカント - （デジタルスタイル）
- 就職ジャーナル - （リクルート）
- グローバルヴィジョン - （グローバルヴィジョン）
- ナックルズEX - （ミリオン出版）
- 金のEX - （大洋書房）
- エンタテインメント ダッシュ - （晋遊舎）
- ヤングチャンピオン - （秋田書店）
- コミックチャージ - （角川書店）
- ロト・ナンバーズ当選倶楽部 - （キューブリック）

## 作品

### Video & DVD
- 伊藤絵美の守ってください！ （2004年12月10日、アストロシステムジャパン）伊藤絵美名義
- UNBALANCE〜アンバランス〜 （2005年11月19日、トリコロール（現・トリコ））
- Graduation  （2007年3月23日、竹書房）
- ONE  （2007年6月29日、スパイスビジュアル）
- えみChu!  （2007年10月20日、ラインコミュニケーションズ）
- UNBALANCE 2〜いとしのエミー〜 - （2008年1月24日、トリコ）
- えみグラタン（2008年4月18日、フォーサイド・ドット・コム）
- Escalation（2008年8月20日、イーネット・フロンティア）
- フェミニン（2008年11月21日、竹書房）
- 花笑み （2009年2月20日、ラインコミュニケーションズ）
- BALANCE GAME （2009年4月19日、トリコ）
- Beach Angels in モートン島 （2009年5月22日、バップ）
- LOVE&GAME （2009年8月26日、イーネット・フロンティア）
- Graduation2 （2009年11月20日、竹書房）
- SWINUTION （2010年3月20日、トリコ）
- Eminication （2010年6月25日、グラッソ）
- えみお姉ちゃんと… （2010年9月22日、イーネット・フロンティア）
- 純情アバンチュール （2010年12月15日、ラインコミュニケーションズ）
- Graduation3（2011年4月8日、竹書房）
- 尻撮〜しりとり〜（2011年6月22日、学研）
- Eパーツ（2011年9月21日、ポニーキャニオン）
- HIP PARADE（2012年4月20日、トリコ）
- 彼女の秘密（2013年9月19日、ギルド）
- シスターコンプレックス（2014年6月19日、ギルド）
- やっぱり好きな人（2015年3月19日、ギルド）
- 従順令嬢（2015年8月28日、スパイスビジュアル）
- みすど mis*dol（2015年12月18日、M.B.D.メディアブランド）
- 空と海とえみ（2017年9月21日、ギルド）
- えみ先生が教えてくれる（2018年3月22日、ギルド）
- last piece（2019年4月18日、ギルド）